# Магда Бошковић
Магда Бошковић (Осијек, 3. новембар 1914 ― Стара Градишка, 1942) била је хрватска комунисткиња, партизанка и чланица покрета за женска права. 

## Биографија
Рођена је 3. новембра 1914. у Осијеку, као ћерка Драгутина Бошковића и Иванке Шарваш. Отац је био службеник у банци, а мајка домаћица. Одгајана је са млађом сестром Мајом. Године 1923. се са породицом преселила у Загреб, где је завршила основну школу и гимназију. Дипломирала је Економски факултет Свеучилишта у Загребу. Године 1932. је била међу оснивачима марксистичке групе на Универзитету у Загребу. Године 1934. се прикључила тада илегалном Савезу комунистичке омладине Југославије (СКОЈ) и изабрана је за члана управног одбора студентске секције у Женском покрету. 
Радила је на прихватању југословенских добровољаца који су отишли у Шпанију да се придруже Интернационалним бригадама у борби против шпанских националиста. Била је уредница листова Наше новине и Женски свијет. Након дипломирања је радила као службеница у пилани Neuschloß, Schmidt und Marchetti (касније Нашичка д.д.). Радила је у Ђурђеновцу, а касније у Загребу. Била је активна у покрету за права жена широм Југославије. Након окупације Југославије 1941. придружила Народноослободилачком покрету (НОП). Била је чланица Антифашистичког фронта жена Хрватске и чланица већа Друштва за просвјету жена. 
Године 1942. је ухапшена и затворена у затвору на Савској цести. Касније је депортована у концентрациони логор Стара Градишка где су је убиле усташе. Њени родитељи су такође убијени током Холокауста, док је само њена сестра успела да преживи.